# Pézenas
Pézenas (Pesenàs in occitano) è un comune francese di 8 737 abitanti situato nel dipartimento dell'Hérault nella regione dell'Occitania.

## Società

### Evoluzione demografica
Abitanti censiti